# Banūband
Banūband (persiska: بَنُّبَند, بنوبند, Benū Band) är en ort i Iran.   Den ligger i provinsen Hormozgan, i den sydöstra delen av landet, 1 000 km söder om huvudstaden Teheran. Banūband ligger 83 meter över havet och antalet invånare är 586.
Terrängen runt Banūband är varierad.Runt Banūband är det ganska glesbefolkat, med 50 invånare per kvadratkilometer. Närmaste större samhälle är Bandar Abbas, 17,1 km sydost om Banūband. Trakten runt Banūband är ofruktbar med lite eller ingen växtlighet.